# Tortuero
Tortuero ist ein Ort und eine Gemeinde (municipio) mit 21 Einwohnern (Stand: 2024) im Südwesten der Provinz Guadalajara in der Autonomen Gemeinschaft Kastilien-La Mancha. 

## Lage und Klima
Tortuero liegt in einer Höhe von ca. 890 m in der Kulturlandschaft der Serranía. Die Entfernung zur südsüdöstlich gelegenen Provinzhauptstadt Guadalajara beträgt ca. 31 Kilometer (Fahrtstrecke). 
Das Klima ist gemäßigt bis warm; Regen (545 mm/Jahr) fällt übers Jahr verteilt.

## Bevölkerungsentwicklung
| Jahr      | 1970 | 1981 | 1991 | 2001 | 2011 | 2021 |
| Einwohner | 89   | 39   | 38   | 31   | 18   | 17   |

## Sehenswürdigkeiten

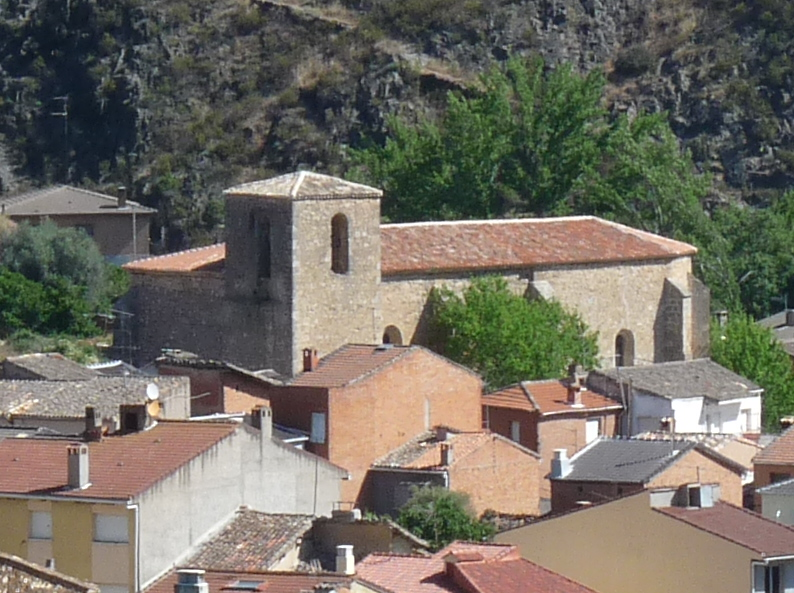
Johannes-der-Täufer-Kirche
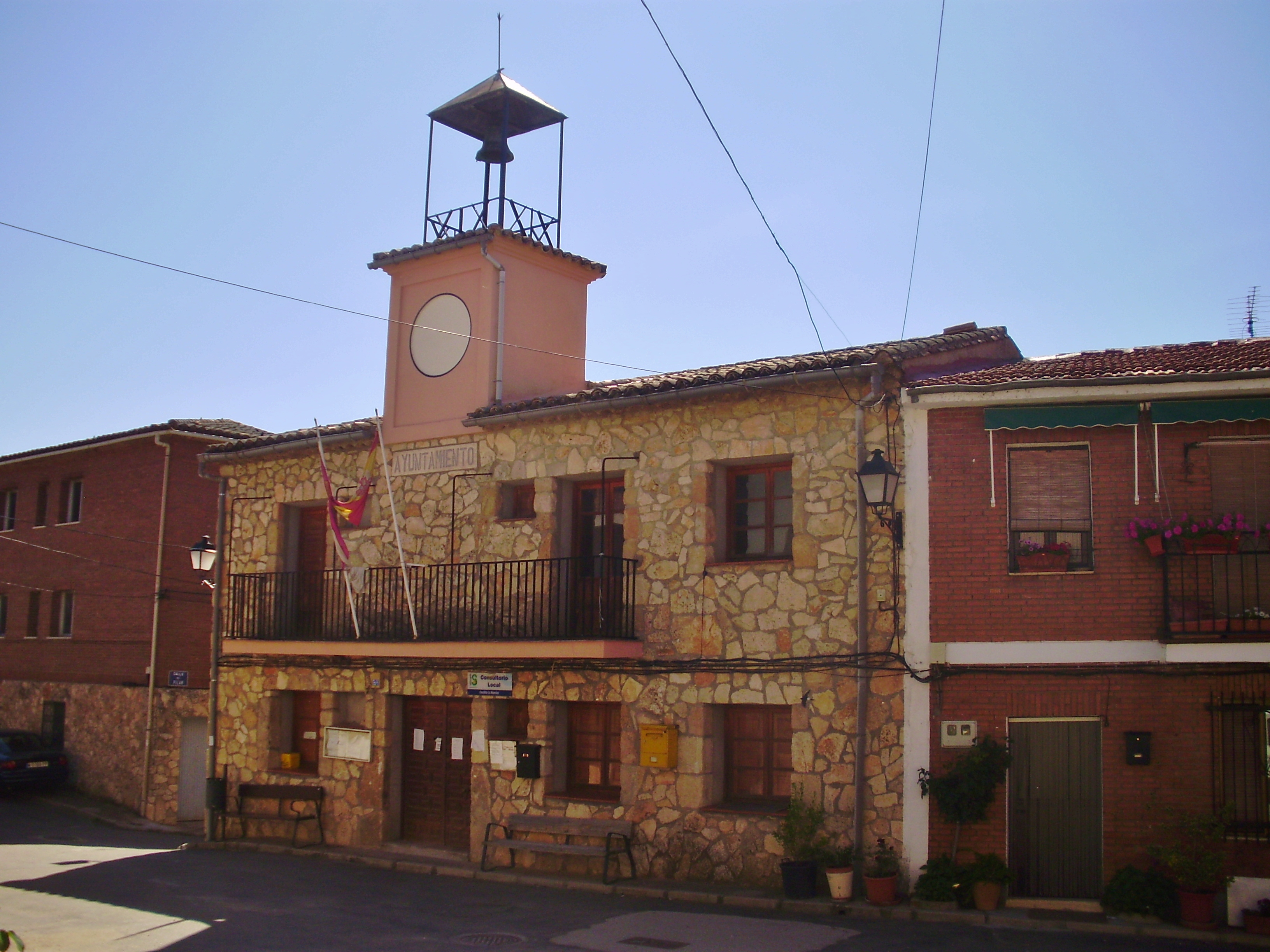
Rathaus

- Johannes-der-Täufer-Kirche
- Rathaus